# كفر حماد
قرية كفر حماد هي إحدى القرى التابعة لمركز كفر صقر في محافظة الشرقية في جمهورية مصر العربية. حسب إحصاءات سنة 2006، بلغ إجمالي السكان في كفر حماد 4416 نسمة، منهم 2296 رجل و2120 امرأة.